# Stiers Wreedheid

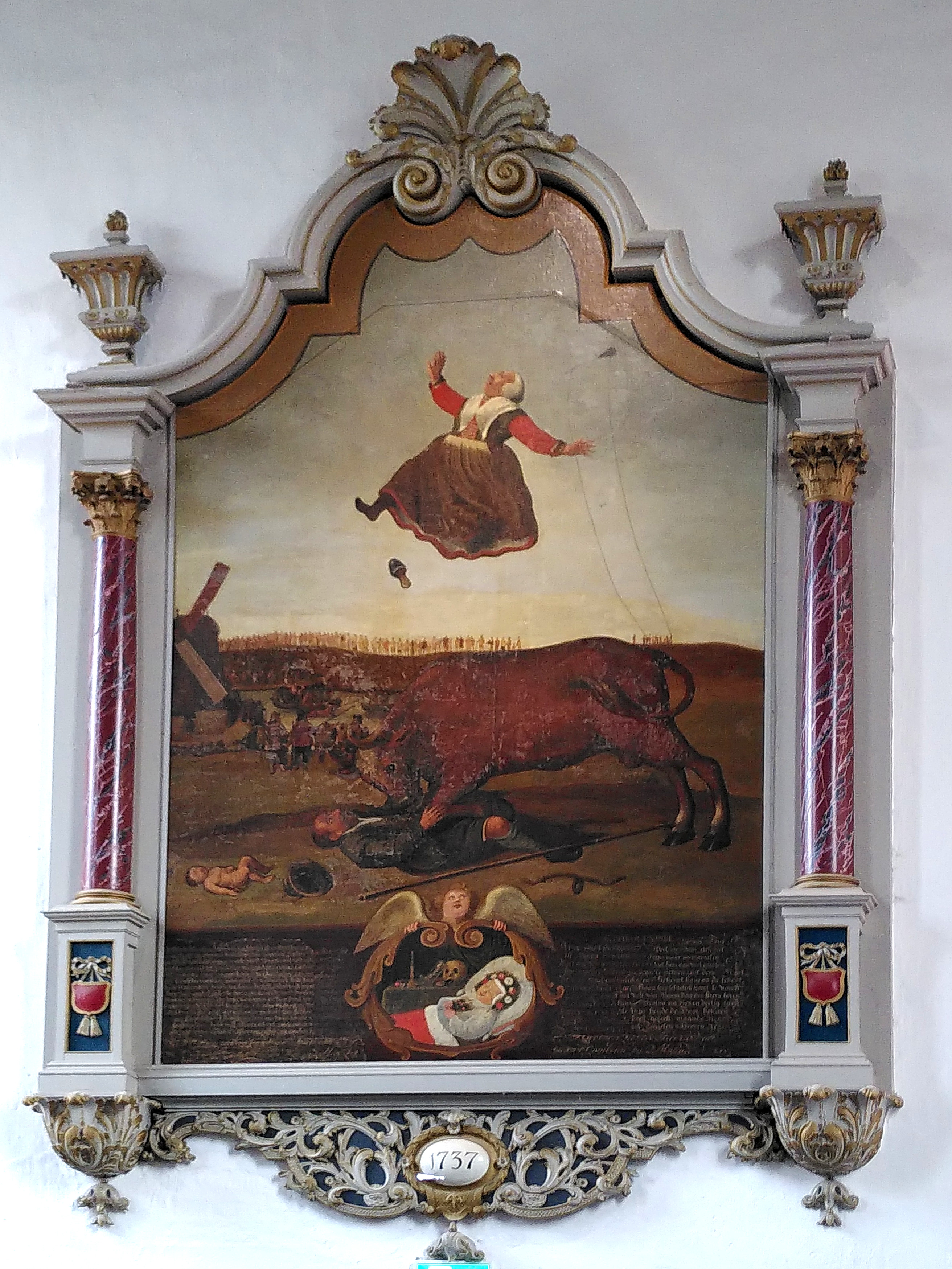
Schildering Stiers Wreedheid in de Bullekerk (Westzijderkerk), Zaandam

Stiers wreedheid is een Zaans volksverhaal over een verschrikkelijk ongeluk in 1647. Het gaat over een door kinderspel dol geworden stier die een boer en zijn hoogzwangere vrouw op de horens nam. Hierbij werd de buik van die vrouw opengescheurd en werd het kind uit haar geworpen. De stier kreeg de doodstraf. Ook de man en de vrouw overleefden het niet, maar dit op wonderbaarlijke wijze ter wereld gekomen kind bleef leven. Men verwachtte dat dit kind voornaam werk zou doen ten bate van het vaderland. Maar dat kwam niet uit. "Stiers Wreedheyt" werd het genoemd.

## Het verhaal
Op 29 augustus 1647 waren kinderen aan het vliegeren. Een stier met een schrikachtige natuur werd er onrustig van, trok zich los van de paal waar hij vastgebonden was en snelde naar enkele koeien die verderop stonden te grazen. De Westzaandamse boer Jacob Egh, eigenaar van de stier, zag het gebeuren en ging er op af met een stok om de stier tot staan te brengen. Maar de stier werd daar alleen maar doller van en viel uit naar de boer. Hij deinsde terug, maar wist nog wel een bootshaak te pakken. Hij gaf de woedende stier een paar flinke meppen. Het bloed sprong het dier uit de neus en bek. Verschrikt week de stier terug. Boer Jacob greep deze kans en dreef de stier terug richting de paal om hem weer vast te binden. Dat leek te lukken, maar ineens draaide de stier zich om en viel weer aan. Met alle kracht verweerde Jacob zich met de bootshaak, maar deze brak daarbij in tweeën. De stier maakte z'n aanval af, nam de boer op de horens en smeet 'm zwaargewond op de grond. Boerin Trijntje Jans kwam er nu ook aan. Zij had een nog stevigere bootshaak bij zich, maar kwam minder snel vooruit omdat zij hoogzwanger was. De zwaargewonde en hevig bloedende boer riep nog dat ze terug moest gaan, maar te laat: de dolle stier viel ook haar aan. Toen hij haar op de horens nam, reet hij haar buik open. Ze werd hoog in de lucht geworpen en uit haar buik viel het nieuw geboren kind met een boog in het gras. De buren wisten de stier na enige tijd weg te krijgen en ontfermden zich over de zwaargewonden en het kind. Er werden twee heelmeesters en een vroedvrouw bij geroepen. Jacob en Trijntje stierven een dag later aan hun verwondingen kort na elkaar. Het kind bleef leven en werd gedoopt met de naam Jacob, naar zijn vader. De gemeente kon de wreedheid van de stier niet verkroppen en het dier moest er aan geloven. Hij werd berecht, gedood en begraven op de plek waar het ongeluk gebeurd was. De overleden boer en boerin werden begraven in de Westzijderkerk. Het ongeluk had zoveel los gemaakt dat er wel zeven à achthonderd mensen aanwezig waren. En velen zagen in de jonge Jacob een wonderkind, dat voorbestemd was om voornaam werk uit te voeren ten bate van het vaderland. Maar ook met hem liep het niet goed af. Hij stierf binnen een jaar. Wat bleef was het idee dat dit een erkenning was van de Schepper van het bestaansrecht van de Westzijderkerk.

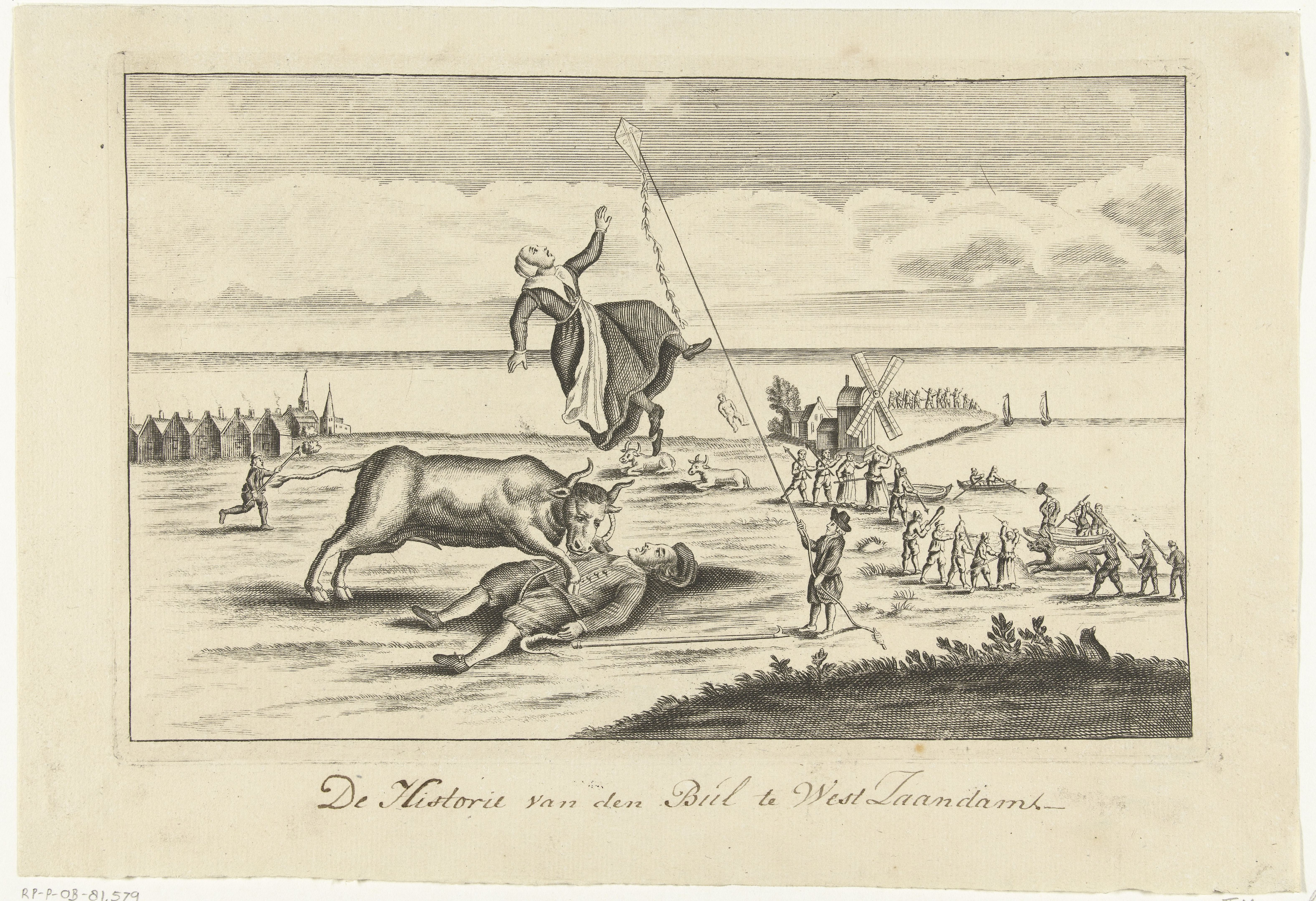
De historie van den bul van Westzaandam, uitgave uit 1750-1850, RP-P-OB-77.007

## Publicaties
Van dit verschrikkelijke ongeluk zijn al snel pamfletten met tekeningen en teksten gedrukt. Op de muur van de Westzijderkerk (nu Bullekerk) is een vier meter hoge schildering gemaakt. En in de vloer van de kerk is een gedenksteen met een stier gelegd. Dit heeft de herinnering levend gehouden. Het verhaal bleef verteld worden. Het leverde zelfs extra bezoek voor de kerk op. De kerk kreeg hierdoor de bijnaam de Bullekerk (een bul is een vroeger veel gebruikt woord voor stier). Aan het eind van de 18e eeuw nam dit nog verder toe, vooral door bezoekers van buiten de Zaanstreek. Zij keken anders, menigeen met de blik vanuit de Romantiek, tegen dit verhaal aan. Het schilderij werd een tijd lang achter een gordijn gehouden. Tijdens kerkdiensten was het dan niet zichtbaar en daarbuiten ging het alleen open tegen betaling van kijkgeld.  Er zijn in die tijd meer kunstwerken over dit onderwerp gemaakt, naast tekeningen en schilderijen ook in keramiek. Een deel hiervan is onderdeel van de collectie van het Zaans Museum. In 1978 is er op het plein voor de Bullekerk (de vroegere Westzijderkerk) een bronzen beeld over Stier's Wreedheid met als titel 'Stier met vrouw' (gemaakt door Julia van Verschuer) onthuld.

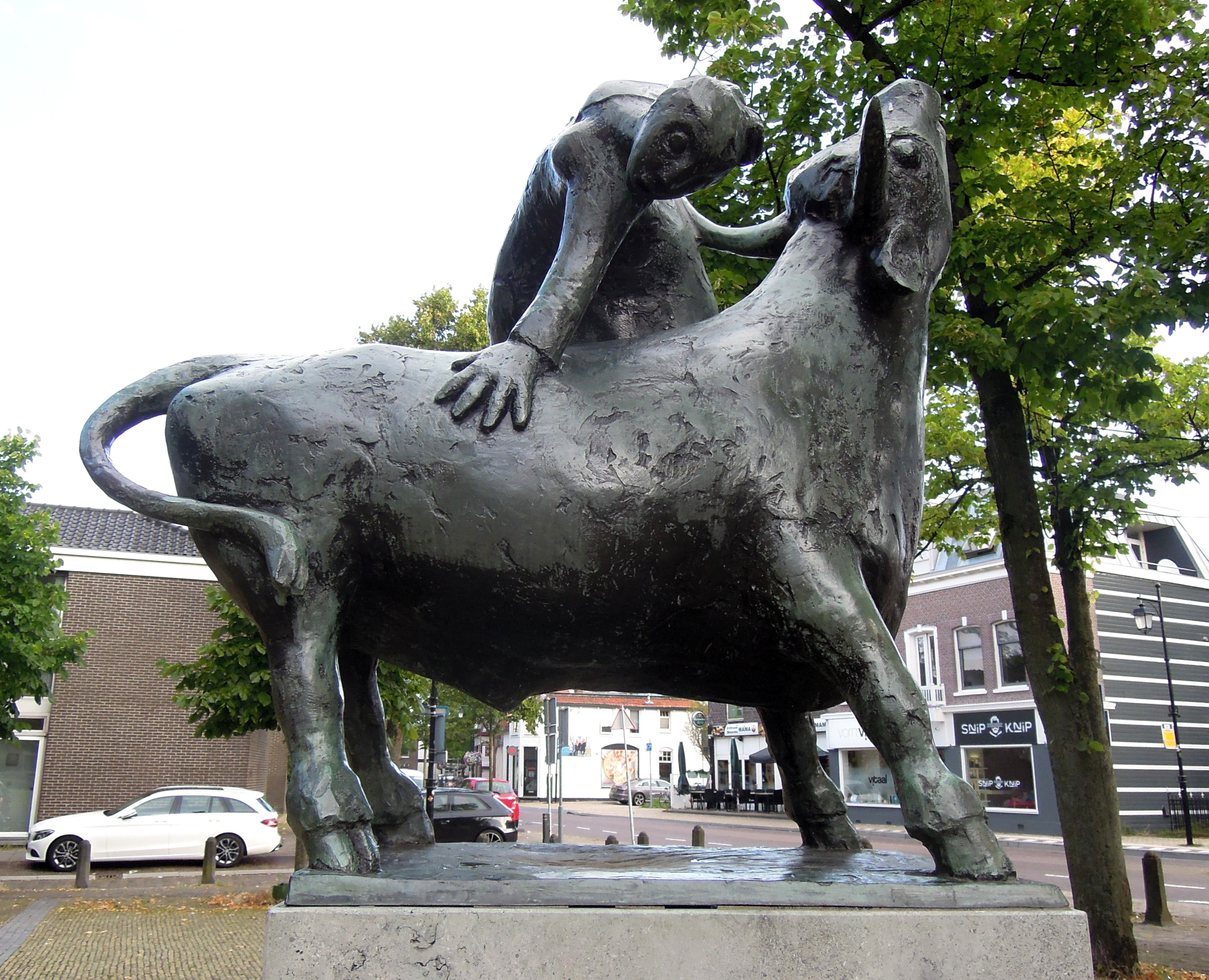
Stier met vrouw voor de Bullekerk, Zaandam